# 신서우 (가수)
신서우(1986년 11월 7일 ~ )는 대한민국의 가수다. 2011년 싱글 앨범 [You're So Beautiful]로 데뷔했다.

## 방송
- 너의 목소리가 보여 2 (2015) - 임창정 편 1라운드 탈락 (최후의 7인)
- 히든싱어 5 (2018) - 케이윌 편 6위

## 음반
- You're So Beautiful (2011)
- 해피시스터즈 OST Part.13 (2018)